# Вернер, Юрген
Ю́рген Ве́рнер (нем. Jürgen Werner, 15 августа 1935, Гамбург — 28 мая 2002, Гамбург) — немецкий футболист, игравший на позиции полузащитника. Всю свою игровую карьеру провёл в клубе «Гамбург». Участник чемпионата мира 1962 года в составе сборной ФРГ.

## Клубная карьера
Юрген Вернер начал заниматься футболом в молодёжной команде «Гамбурга» в 1946 году и перешёл в основную команду в 1954 году. Цвета «Гамбурга» игрок и защищал на протяжении всей своей карьеры, продолжавшейся десять лет. За время своего пребывания в клубе Юрген сыграл 171 игру в чемпионате, в которой забил 14 голов, а кроме того, провёл семь игр в рамках Кубка европейских чемпионов.
В составе «Гамбурга» он восемь раз выигрывал Оберлигу Север, в 1960 году стал чемпионом ФРГ, а в 1963 году обладателем Кубка ФРГ. Именно в рамках последнего турнира Вернер провёл свою последнюю игру в карьере 30 июня 1963 года, победив со счетом 5:2 в 1/8 финала хофскую «Баварию». Он ушёл из активного футбола в конце сезона 1962/1963, поскольку отказался от процедуры лицензирования игроков, которая сопровождала введение Бундеслиги.

## Карьера в сборной
26 марта 1961 года дебютировал в официальных матчах в составе сборной ФРГ, выйдя на замену в матче против Чили (1:3). В составе сборной был участником чемпионата мира 1962 года в Чили, однако на поле так и не появился. 23 декабря 1962 года забил свой первый гол за национальную команду, выведя её вперёд в матче против Швейцарии (5:1).
Последний матч за сборную Вернер отыграл 5 мая 1963 года, забив с пенальти единственный мяч немцев сборной Бразилии (1:2). Всего за свою карьеру в национальной сборной, продолжавшуюся два года, провёл в её форме 4 матча, забив 2 гола.

## После футбола
После завершения игровой карьеры Вернер перешёл на работу в сферу образования, где работал старшим директором по учебной работе в средней школе, а в последнее время проводил стажировку учителей в Гамбурге. Кроме того, Юрген продолжал работать в «Гамбурге» и в последние годы своей жизни занимал должность заместителя председателя наблюдательного совета. Также он работал председателем технического комитета DFB. Юрген Вернер скончался 28 мая 2002 года на 67-м году жизни от рака. После его смерти молодежный центр «Гамбурга» был назван «Школой Юргена Вернера».

## Достижения
- Чемпион ФРГ: 1959/1960
- Обладатель Кубка ФРГ: 1963
- Оберлига Север[англ.]: 1955/1956, 1956/1957, 1957/1958, 1958/1959, 1959/1960, 1960/1961, 1961/1962, 1962/1963